# Шелльє
Шелльє (угор. Sellye) — місто в медьє Бараня в Угорщині.
Місто займає площу 25,18 км², на якій проживає 3 096 жителів.
| Угорщина | Це незавершена стаття з географії Угорщини. Ви можете допомогти проєкту, виправивши або дописавши її. |